# Ângulo inscrito
Em geometria, um ângulo inscrito é formado quando duas retas secantes de um círculo (ou, em casos extremos, quando uma reta secante e uma reta tangente do círculo) intersectam o círculo por um ponto comum.
Tipicamente, é mais fácil pensar em um ângulo inscrito como definido por duas cordas do círculo dividindo um ponto.
As propriedades básicas dos ângulos inscritos são discutidas nas proposições 20-22 do livro 3 dos Elementos de Euclides. Essas proposições garantem que o ângulo inscrito tem a metade da medida do ângulo central correspondente, que ângulos inscritos em um mesmo arco de uma corda são iguais e que a soma dos dois ângulos inscritos distintos correspondentes a uma determinada corda é 180°.

## Medida do ângulo inscrito
Um ângulo inscrito é metade do ângulo central correspondente ou a medida de um ângulo inscrito é metade da medida do arco correspondente.
Assim, seja {\displaystyle A{\hat {V}}B} o ângulo inscrito de medida {\displaystyle \alpha } e {\displaystyle A{\hat {O}}B} o ângulo central correspondente de medida {\displaystyle \beta .}
Têm-se:
{\displaystyle \alpha ={\frac {\beta }{2}}} ou {\displaystyle \alpha ={\frac {\widehat {AB}}{2}}}

### Demonstração

Para demonstrar essa propriedade é preciso considerar 3 casos:

1. {\displaystyle O} está num lado do ângulo.
2. {\displaystyle O} é interno ao ângulo.
3. {\displaystyle O} é externo ao ângulo.

#### 1° Caso
Têm-se que {\displaystyle {\overline {OV}}\equiv {\overline {OA}},} pois ambos são raios da circunferência.
Assim tem-se que {\displaystyle \triangle {OVA}} é isósceles, o que implica {\displaystyle {\hat {V}}=\alpha } e {\displaystyle {\hat {A}}=\alpha .}
Ainda no triângulo {\displaystyle OVA} tem-se {\displaystyle \beta } como sendo um ângulo externo. Logo, pelo teorema do ângulo externo, tem-se:
{\displaystyle \beta ={\hat {A}}+{\hat {V}}\qquad \Longrightarrow \qquad \beta =\alpha +\alpha \qquad \Longrightarrow \qquad \beta =2\alpha .}
Logo, {\displaystyle \alpha ={\frac {\beta }{2}}} e, como {\displaystyle \beta ={\widehat {AB}},} vem  {\displaystyle \alpha ={\frac {\widehat {AB}}{2}}.}

#### 2° Caso
Tomando um ponto {\displaystyle C,} sendo a intersecção de {\displaystyle {\overrightarrow {OV}}} com a circunferência e, sendo:
{\displaystyle A{\hat {V}}C=\alpha _{1},} {\displaystyle A{\hat {O}}C=\beta _{1},} {\displaystyle C{\hat {V}}B=\alpha _{2}} e {\displaystyle C{\hat {O}}B=\beta _{2}.}
Analisando esse ângulos, pode-se observar que {\displaystyle \alpha _{1}} é ângulo inscrito de arco correspondente {\displaystyle \beta _{1}} e que {\displaystyle \alpha _{2}} é ângulo inscrito de arco correspondente {\displaystyle \beta _{2}.}
Assim é possível relacionar esses dois ângulos, conforme foi demonstrado no 1° caso.
{\displaystyle {\begin{cases}\beta _{1}=2\alpha _{1}\\\beta _{2}=2\alpha _{2}\end{cases}}\qquad \Longrightarrow \qquad {\beta _{1}+\beta _{2}=2(\alpha _{1}+\alpha _{2})}\qquad \beta =2\alpha }
Logo, {\displaystyle \alpha ={\frac {\beta }{2}}} e, como {\displaystyle \beta ={\widehat {AB}},} vem  {\displaystyle \alpha ={\frac {\widehat {AB}}{2}}.}

#### 3° Caso
Tomando um ponto {\displaystyle C} de intersecção de {\displaystyle {\overrightarrow {VO}}} com a circunferência e, sendo:
{\displaystyle B{\hat {V}}C=\alpha _{1},} {\displaystyle B{\hat {O}}C=\beta _{1},} {\displaystyle A{\hat {V}}C=\alpha _{2}} e {\displaystyle A{\hat {O}}C=\beta _{2}.}
Com isso, tem-se, seguindo o que foi demonstrado no primeiro caso:
{\displaystyle {\begin{cases}\beta _{1}=2\alpha _{1}\\\beta _{2}=2\alpha _{2}\end{cases}}\qquad \Longrightarrow \qquad {\beta _{1}-\beta _{2}=2(\alpha _{1}-\alpha _{2})}}
Visto que {\displaystyle \beta =\beta _{1}-\beta _{2}} e {\displaystyle \alpha =\alpha _{1}-\alpha _{2},} tem-se: {\displaystyle \beta =2\alpha }
Logo, {\displaystyle \alpha ={\frac {\beta }{2}}} e, como {\displaystyle \beta ={\widehat {AB}},} vem  {\displaystyle \alpha ={\frac {\widehat {AB}}{2}}.}

Logo, um ângulo inscrito é metade do ângulo central correspondente.